# Chuanminshen violaceus
Chuanminshen violaceus là một loài thực vật có hoa trong họ Hoa tán. Loài này được M.L.Sheh & R.H.Shan mô tả khoa học đầu tiên năm 1980.